# Hellyethira basilobata
Hellyethira basilobata is een schietmot uit de familie Hydroptilidae. De soort komt voor in het Australaziatisch gebied.